# Зоті
Зоті (груз. ზოტი) — село в Грузії.
За даними перепису населення 2014 року в селі проживає 893 особи.